# 揚文會
揚文會是日治時代第4任台灣總督兒玉源太郎與民政長官後藤新平實施「生物學的殖民地經營」策略之一，藉以緩和台灣人民的反抗情緒，培養對日本的情感，為籠絡清代中式的舊文人，明治33年（1900）3月15日在台北府城西門內的淡水館舉行揚文會，邀集前清進士、舉人及副貢、優貢、拔貢、歲貢、恩貢同科諸士參加，台北縣受邀參加者有37人，當日出席26人，台中縣40人受邀，15人出席，台南縣60人受邀，20人出席，宜蘭廳12人受邀，11人出席，共出席72人。
當日會場擺設甚為講究，會場正面懸掛「揚文」兩字匾額，圍以布幔，懸上聯對。兒玉致辭，後藤專題演說，期勉文士各展抱負，做為治台的參考，各縣廳推派代表致謝辭，並依總督出題之策問作出3篇策議文章，議題包括〈修保廟宇（文廟、城隍廟、天后廟等類）議〉、〈旌表節孝（孝子、節婦、忠婢、義僕）議〉、〈救濟賑恤（養濟院、育嬰堂、義倉、義塚、義井等類）議〉3類，會後並由總督府編纂成《揚文會策議》。總督府在詩會期間除於會場宴饗與會者外，還招待至臺北各官衙及學校等機構參觀。是會至3月26日結束。彰化詩人吳德功曾參與此會，著有《觀光日記》一書記載此會之源起及過程。與會人士曾開會協議將續辦揚文會，公推李春生為座長，蔡國琳為副，每年舉行小會1次，三年開大會1次，各縣廳並成立支會，但除隔年各地方曾開過會外，之後並未再舉辦相關的活動。